# Acacia boliviana
Acacia boliviana é uma espécie de leguminosa do gênero Acacia, pertencente à família Fabaceae.